# Метафаза

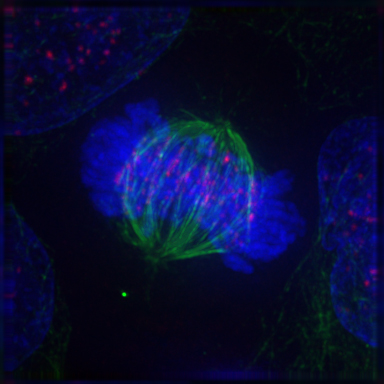
Клітина на стадії метафази. Хромосоми забарвлені у синій колір, зеленим кольром забарвлені мікротрубочки веретена поділу.

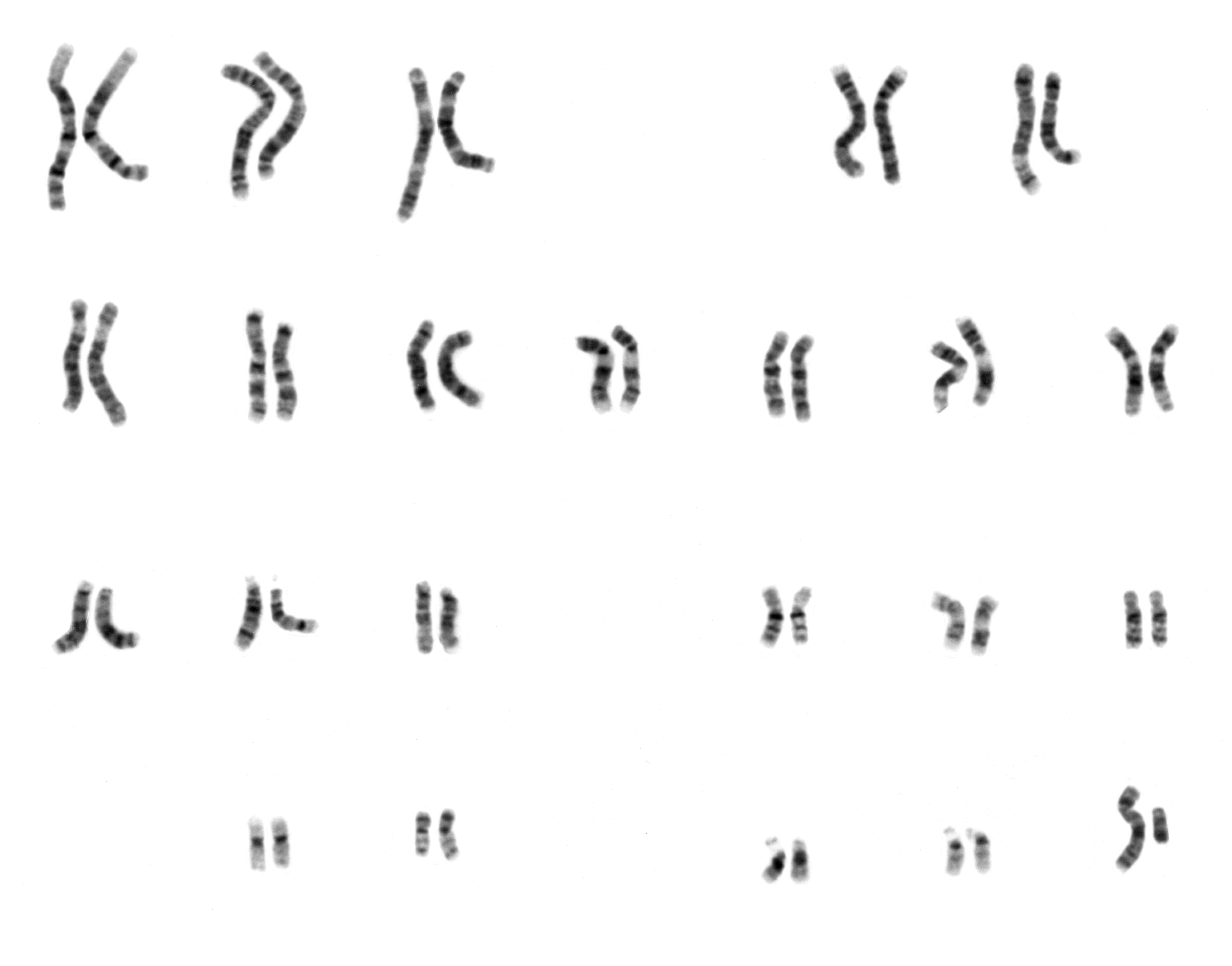
Хромосоми людини в метафазі (продемостровано нормальний каріотип чоловіка)

Метафаза (від давньогрец. μετά (поруч) та φάσις (стадія)) — одна зі стадій мітотичного поділу клітини. Протягом метафази ядерна мембрана руйнується і утворюється веретено поділу, а хромосоми прикріпляються до його центру. У метафазі виділяють 2 періоди: метакінез — хромосоми зосереджуються в екваторіальній області веретена поділу клітини, утворюючи так звану екваторіальну пластинку (існує ряд гіпотез про механізм метакінезу, описані траєкторії руху хромосом, складені карти шляхів центромер і плечей хромосом), і власне метафаза — встановлюються зв'язки між хромосомальними нитками веретена і центромерами, відбувається роз'єднання хромосом на хроматиди. У різних клітинах метафаза триває від 0,3 до 175 хвилин. Аналогічну стадію першого поділу при мейозі називають метафаза I. Після метафази у процесі мітозу відбувається стадія анафази.

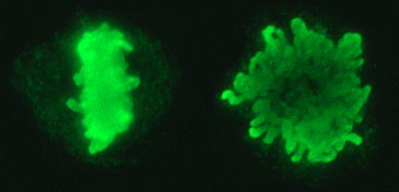
Фотографія метафазної пластинки, пофарбованої за допомогою мічених антитіл до дволанцюгової ДНК. Два вигляди, з поворотом площини зображення на 90°.

## Метафазна пластинка
Метафазна пластинка — це спосіб локалізації хромосом в мітозі під час метафази. Хромосоми вилаштовуються так, що їх центромери перпендикулярні площині поділу.